# Penares foliaformis
Penares foliaformis är en svampdjursart som beskrevs av Wilson 1904. Penares foliaformis ingår i släktet Penares och familjen Ancorinidae.
Artens utbredningsområde är havet kring Galapagosöarna. Inga underarter finns listade i Catalogue of Life.